# Maaike Braat
Maaike Braat-Rolvink (Arnhem, 12 maart 1907 – Amsterdam, 23 augustus 1992) was een Nederlands kunstschilder, tekenaar, graficus, illustrator en ontwerper van boekomslagen.

## Leven en werk
Maaike Rolvink was een dochter van de arts Wilhelmus Johannes Jacobus Rolvink en Cornelia Lammerts van Bueren. Ze kreeg haar opleiding bij de Academie Kunstoefening in Arnhem, onder directeur Gijs Jacobs van den Hof, waar ze haar tekenakte haalde en haar toekomstige man leerde kennen. In de periode 1930-1931 kreeg ze in Parijs les van de schilder Gaston Balande. Ze trouwde in november 1931 in Amsterdam met beeldhouwer Leo Braat (1908-1982). Hij maakte onder meer een marmeren portret van haar.
Maaike Braat, zoals ze zich na haar huwelijk noemde, maakte aquarellen, schilderijen, tekeningen, etsen, litho's en houtsneden van landschappen, zeegezichten en enkele stillevens. Ze maakte ook illustraties en/of boekomslagen voor onder meer De lyrische schoolmeester (1949) van Bertus Aafjes, Marmer en abrikozen (1949) van Jeanne van Schaik-Willing en De Vlerken (1953) van Til Brugman en voor het bulletin De vrije katheder. Braat was lid van de afdeling grafici van Federatie Beeldende Kunstenaars en van de vereniging tot bevordering der grafische kunst "De Grafische". In 1950 was ze betrokken bij de oprichting van De Zeester, een kunstenaarscollectief voor vrouwen, waarvan zij de voorzitter werd. 
De kunstenares nam deel aan meerdere groepsexposities, een aantal duo-exposities met haar man en had daarnaast solo-exposities bij onder andere de kunsthandel van Carel van Lier (1935) in Amsterdam, museum Princessehof in Leeuwarden (1936-1937), Kunsthandel Santee Landeweer (1941, 1950, 1957, 1967) in Amsterdam, Kunstzaal Hamel (1952) in Amsterdam, Kunstzaal De Vlieger (1963) in Amsterdam en het Westfries Museum (1980) in Hoorn. In 1957 toonde ze tijdens een tentoonstelling in het Stedelijk Museum Amsterdam een door haar ontworpen 18 meter lang tableau, uitgevoerd in email op stalen platen, met daarop het complex van Hoogovens in IJmuiden. Naar aanleiding van haar inzending voor de Salon Féminin in het Musée d'Art Moderne de la Ville de Paris ontving ze in 1959 een zilveren medaille van de stad Parijs. Ter gelegenheid van haar 80e verjaardag werd in 1987 in het gemeentemuseum in Arnhem een overzichtstentoonstelling georganiseerd.
Maaike Braat-Rolvink overleed in 1992 op 85-jarige leeftijd.
- Biografisch Portaal: 76303023
- Gemeinsame Normdatei: 174188412
- International Standard Name Identifier: 0000 0003 5790 3684
- Nederlandse Thesaurus van Auteursnamen: 073722278
- RKD-Nederlands Instituut voor Kunstgeschiedenis: 11843
- Union List of Artist Names: 500192994
- Virtual International Authority File: 199185426
- WorldCat: E39PBJgHdwgJqfPggc9pWJkJjC